# Allograpta browni
Allograpta browni är en tvåvingeart som beskrevs av Fluke 1942. Allograpta browni ingår i släktet Allograpta och familjen blomflugor.
Artens utbredningsområde är Ecuador. Inga underarter finns listade i Catalogue of Life.